# Ienidoane (Araleque)
Ienidoane (em turco: Yenidoğan), Acora (em turco: Ahora; até 1965), Acorri (em armênio: Ակոռի; romaniz.: Akoṙi), Acuri (em curdo: Axurî; em russo: Ахури; romaniz.: Axuri) é uma vila no leste da Turquia, na encosta nordeste do monte Ararate, adjacente ao ponto onde as fronteiras da Turquia, Irã e Armênia se encontram. De acordo com o censo de 2022, havia 367 residentes.

## Nome
O nome Ienidoane significa literalmente "recém-nascido" na língua turca. Friedrich Parrot especulou que o nome histórico de Acuri tinha origens bíblicas e derivava da tradição armênia local de que as videiras da vila foram plantadas por Noé depois que desceu da Arca. "O nome armênio da vila contém uma alusão distinta a essa ocorrência", escreveu Parrot, "arłanel, naquela língua, significa plantar, de onde arł, ele plantou, e urri, a videira." Essa teoria foi rejeitada pela estudiosa francesa do Cáucaso Marie-Félicité Brosset.

## História
Ieninodane, foi fundada em meados do século XIX, na encosta nordeste do monte Ararate, às margens do rio Carassu, em substituição à aldeia de Acorri que foi destruída no sismo de 2 de junho de 1840. Pelo tempo de sua fundação, pertenceu ao uezde de Surmalu da Gubernia de Erevã, do Império Russo. Localiza-se a 10 quilômetros a nordeste do sítio original e foi corriqueiramente chamada Nova Acorri (Nor Akoṙi) para distingui-la de sua contraparte abandonada. Em 1906, tinha 507 habitantes armênios, cujas ocupações eram agricultura, jardinagem e criação de animais. Tinha uma igreja construída em pedra e uma escola.